# Ona
Ona (Aona), também chamada Selk'nam (Shelknam), é uma língua falada pelos indígenas Selknam na Ilha Grande da Terra do Fogo, extremo sul da Argentina e Chile.
Faz parte das línguas chonanas da Patagónia e quase extinta, devido tanto ao genocídio Selk'nam do final do século XIX por parte de imigrantes espanhóis, muitas fatalidades devido a doenças e perturbação da sociedade tradicional. Uma fonte afirma que os últimos falantes nativos fluentes morreram na década de 1980,:92 mas outros dizem que havia pelo menos dois falantes em 2014.
Os Selk'nans, também conhecidos como Ona, eram indígenas que habitavam a parte nordeste do arquipélago da Terra do Fogo desde milhares de anos antes da chegada dos europeus. Eram nômades conhecidos como "pessoas do pé" e faziam sua caça em terra, em vez de serem marinheiros.
O último Selknam, Ángela Loij, morreu em 1974. Eles foram um dos últimos grupos aborígenes na América do Sul a serem alcançados pelos europeus. Sua língua, que se acredita ser parte da família Chonana, foi considerada extinta quando os últimos falantes morreram nos anos 80.

## Gramática
A linguagem Ona é tem a ordem de palavras objeto-verbo-sujeito (OVS). Existem apenas duas classes de palavras em Selknam: substantivos e verbos.

## Fonologia
Com base nos dados disponíveis, o Selk'nam parece ter tido 3 vogais e 23 consoantes.
Selk'nam tem três vogais: /a, ɪ, ʊ/.
|             |             | Bilabial | Alveolar | Alveolar | Palato- alveolar | Retroflexa | Palatal | Velar | Uvular | Glotal |
| dental      | plana       | Bilabial |          |          | Palato- alveolar | Retroflexa | Palatal | Velar | Uvular | Glotal |
| ----------- | ----------- | -------- | -------- | -------- | ---------------- | ---------- | ------- | ----- | ------ | ------ |
| Oclusiva    | surda       | p        |          | t        |                  |            |         | k     | q      | ʔ      |
| Oclusiva    | ejetiva     | pʼ       |          | tʼ       |                  |            |         | kʼ    | qʼ     |        |
| Africada    | surda       |          |          |          | t͡ʃ               |            |         |       |        |        |
| Africada    | ejetiva     |          |          |          | t͡ʃʼ              |            |         |       |        |        |
| Fricativa   | Fricativa   |          | s̪        | s        |                  | ʂ          |         | x     |        | h      |
| Nasal       | Nasal       | m        |          | n        |                  |            |         |       |        |        |
| Aproximante | Aproximante |          |          | l        |                  |            | j       | w     |        |        |
| Vibrante    | Vibrante    |          |          | ɾ        |                  |            |         |       |        |        |